# Stade Paula-Soares
 (mars 2025).
Le stade Paula-Soares (en portugais : Estádio Paula Soares) est un ancien stade de football brésilien situé dans la ville de Curitiba, dans l'État du Paraná.
Le stade, doté de 5 000 places et inauguré en 1965 puis démoli en 1998, servait d'enceinte à domicile aux équipes de football du Paraná Clube, du Colorado EC et du Britânia SC.

## Histoire
Le stade, situé dans le quartier de Guabirotuba, ouvre ses portes en 1965. Il est inauguré le 6 juin 1965 lors d'un match entre les locaux du Britânia SC et d'Água Verde.
Il est à cette époque le second stade appartenant au Britânia et rendant hommage à la même personne, le premier étant le Stade Major Paula Soares Neto, situé dans le Bairro Portão et démoli à la fin des années 1940 pour faire face à une usine en toile de jute.
En 1971, le stade devient la propriété du Colorado EC après la fusion du Britânia avec le Ferroviário, et ce jusqu'en 1989, date de la création du Paraná Clube.
En 1997, il ferme ses portes.
En 1998, le stade est détruit et le terrain devient la propriété du réseau de grossistes Rede Sonae, propriétaire de la chaîne d'hypermarché brésilien BIG.